# Esteban Flores (futbolista)
Esteban Alejandro Flores Martínez (Concepción, Chile, 7 de abril de 1992) es un futbolista chileno. Juega de defensa lateral izquierdo actualmente en Deportes Melipilla de la Primera B de Chile.

## Clubes
| Club                       | País  | Año       |
| -------------------------- | ----- | --------- |
| Universidad de Concepción  | Chile | 2011-2018 |
| → Deportes Temuco (cedido) | Chile | 2011      |
| → Deportes Temuco (cedido) | Chile | 2012      |
| → San Luis (cedido)        | Chile | 2017      |
| Cobreloa                   | Chile | 2019      |
| Deportes Puerto Montt      | Chile | 2020-2021 |
| Deportes Santa Cruz        | Chile | 2021-2023 |
| Universidad de Concepción  | Chile | 2024      |
| Deportes Melipilla         | Chile | 2025-Act. |

## Palmarés
Campeonatos nacionales
| Título     | Club                      | País  | Año     |
| ---------- | ------------------------- | ----- | ------- |
| Copa Chile | Universidad de Concepción | Chile | 2014-15 |